# Colombia
 Ikke at forveksle med Columbia.
Colombia, officielt Republikken Colombia (spansk: República de Colombia), er et land i det nordvestlige Sydamerika. Landet har også adskillige territorier i Mellemamerika. Colombia grænser op til Panama i nordvest, Venezuela og Brasilien i øst, og Ecuador og Peru i syd. Det deler havgrænse med Costa Rica, Nicaragua, Honduras, Jamaica, Haiti og Den Dominikanske Republik. Colombia er en præsidentiel enhedsstat bestående af 32 provinser. Det nuværende Colombia var oprindeligt befolket af indfødte stammer, bl.a. de højtudviklede muiscaer, quimbayaer og taironaer.
Colombia har siden 1960'erne været præget af en væbnet konflikt, der eskalerede i 1990'erne, men som siden 2005 har været relativt fredelig. Colombia er et af de etnisk så vel som lingvistisk mest sammensatte lande i verden, hvilket afspejles i en rig kulturarv. De fleste af landets byer ligger i Andesbjergene.
Colombia består foruden Andesbjergene også af Amazonskov, tropiske græssletter og lange kystlinjer. Colombia er et af kun 17 lande, der har en ekstremt høj grad af naturlig biodiversitet, og målt på antal arter pr. km2 er det verdens 2. mest biodiverse land. Colombia er en mellem- og regionalmagt. Landet har således Latinamerikas 4. største økonomi og er en del af CIVETS' gruppe af seks fremadstormende markeder. Colombia er bl.a. medlem af FN, WTO, OAS og Stillehavsalliancen.

## Stavemåde
Colombia skrives ofte fejlagtigt "Columbia" i danske medier. Det skyldes en forveksling med Columbia, som er en hovedstad i den amerikanske delstat South Carolina. Tidligere var det almindeligt på dansk (som endnu på tysk) at kalde landet Kolumbien.

## Etymologi og dannelsen af den colombianske stat
Navnet 'Colombia' er afledt af Christoffer Columbus (spansk: Cristóbal Colón). Nordkysten af Colombia besejledes allerede 1499 af Hojeda og Vespucci, 1500 af Bastidas. 1522 sejlede Andagoya ned langs vestkysten. Kort efter dette anlagdes kolonier på nordkysten, og 1536 foretog statholderen i Santa Marta, Gonzalo Jimenez de Quesada et togt ned i landet til Bogotásletten, hvor han grundlagde byen Santa Fé.
 Første halvdel af det 16. århundrede var præget af spansk erobring og kolonisering. Erobringerne førte til dannelsen af Kongeriget Ny Granada, hvis hovedstad var byen Santafé de Bogotá. Navnet 'Colombia' blev oprindeligt brugt af den venezuelanske frihedskæmper Francisco de Miranda til at betegne hele den vestlige hemisfære, men særligt til at betegne det nuværende Latinamerika. I 1810 ledte Bolívar oprøret mod det spanske herredømme, og i 1819 blev navnet 'Colombia' for første gang officielt taget i brug, da staterne i det nordlige Sydamerika opnåede uafhængighed fra Spanien og dannede Storcolombia, som bestod af nutidens Colombia, Ecuador, Panama, Venezuela, dele af det nordlige Peru, vestlige Guyana og nordvestlige Brasilien. I 1830 blev Storcolombia opløst. Nutidens Colombia og Panama rejste sig efter Storcolombias opløsning som Republikken Ny Granada.
Den nye republiks første præsident general Santander udnævntes i 1833. I 1853 opløste en ny forfatning staten i et forbund af republikker. Denne forfatning gav anledning til en borgerkrig fra 1860-1862 mellem "føderalisterne", der blev ledt af den liberale general Mosquera, og "centralisterne", der blev ledt af de konservative Ospina og Arboleda. De konservative havde i mange år arbejdet for en øget centralisering og en skærpet styring af de ellers decentraliserede føderalstater. Mosqueras fløj sejrede og han blev præsident i 1863 for den ny-konstituerede stat Colombias Forenede Stater (1863). Denne varede indtil 1886, hvor den colombianske stat, som vi kender den i dag, omsider fik sit navn: Republikken Colombia (spansk: República de Colombia). I den følgende periode varede stridighederne mellem de liberale og konservative fløje ved, hvilket jævnligt resulterede voldsomme borgerkrige. Stridighederne ledte i 1899 til borgerkrigen under navnet Tusind dages krigen, der varede til 1902.
1903 blev en traktat indgået, hvor Colombia overlod Amerikas Forenede Stater en landstrimmel på Panamátangen til anlæg af Panamakanalen, men da Colombias senat nægtede at anerkende traktaten, erklærede Departementet Panamá sig for uafhængigt og anerkendtes straks som sådan af Amerikas Forenede Stater.

## Nyere historie
I 1940'erne og 1950'erne ledte stridigheder mellem de konservative og liberale endnu en gang til en borgerkrig, der blev kendt som La Violencia ("Volden"). Fjendtlighederne krævede mindst 180.000 ofre.
I nyere tid har landet været plaget af en række illegale væbnede grupper, bl.a. FARC, ELN og paramilitære grupper.
Den tidligere præsident Álvaro Uribe Vélez som var præsident fra 2002 til 2006 blev kendt for at slå hårdt ned på guerillagrupperne. Han indførte et belønningssystem i hæren, der indebar, at en soldat fik en dusør for hver guerilla-soldat, som han eller hun dræbte. Det blev senere opdaget, hvordan hæren tog uskyldige mennesker fra udsatte områder så som Soacha til fange for at iklæde dem guerilla-uniform og henrette dem med det formål at få udbetalt dusøren. Denne episode kaldes for los falsos positivos  .
(under udarbejdelse)

## Kultur

### Musik

#### Traditionelle rytmer
Det colombianske territorium rummer 1025 forskellige traditionelle rytmer. Af gode grunde kan ikke alle rytmerne præsenteres her, men de følgende underafsnit præsenterer en række rytmer, der er repræsentative for hver region. Du kan høre, hvordan de forskellige rytmer lyder ved at trykke på musiknoderne:
Centrale Andes
             I midten af Andes-regionen, der udgøres af departementerne Cundinamarca, Boyacá, Santander, Norte de Santander, Caldas, Risaralda, Quindío og Antioquia, findes de traditionelle rytmer: pasillo ♪, torbellino ♪, bambuco ♪, guabina ♪, rumba criolla ♪, sanjuanero ♪ (fusion af bambuco og joropo), bambuco caucano ♪, danza ♪ og carranga ♪.
Sydlige Andes
      I det sydlige af Andes-regionen, der udgøres af departementerne Huila og Tolima findes de traditionelle rytmer: rajaleña ♪, bambuco huilense samt bambuco tolimense ♪, fiestero ♪ (underkategori til f.eks. bambuco eller pasillo), caña ♪, guabina ♪ el. ♪, bambuco viejo, sanjuanero ♪, son sureño ♪, pasillo ♪ og huayno ♪.
Sydlige Stillehavskyst
             I det sydlige af Stillehavskysten, der udgøres af departementerne Valle del Cauca, Cauca og Nariño findes de traditionelle rytmer: son sureño ♪, currulao ♪, juga ♪, bambuco sureño ♪, patacoré ♪, bambuco viejo, pango ♪, caderona ♪, berejú ♪, velorio de santo ♪ - spol frem til 3:04 (musikalsk begravelsesceremoni), novenario og chigualo ♪ - spol frem til 2:21 (musikalsk ritual ved begravelser af børn).
Nordlige Stillehavskyst
      I det nordlige af Stillehavskysten, der udgøres af departementet Chocó, findes de traditionelle rytmer: cantos de boga ♪, currulao ♪, gualí samt chigualo eller alabao ♪ (ved begravelsesceremonier), tamborito ♪, mazurca ♪, contradanza ♪, jota ♪, abozao ♪, aguabajo ♪, pasillo chocoano ♪, bambazú ♪ og porro chocoano ♪.
De colombianske øer
      På de to colombianske øer, San Andrés og Providencia, findes de traditionelle rytmer: calipso ♪, mento ♪ - spol frem til 2:04, schottische ♪, reggae ♪, foxtrot, vals, polka ♪, pasillo ♪, mazurka ♪, soca og suck.
Den Caribiske Kyst
      Langs den Caribiske Kysts departementer, Bolívar, Córdoba, Sucre og Atlántico, findes de traditionelle rytmer: cumbia ♪, mapalé ♪ - spol frem til 4:06, gaita ♪, bullerengue ♪, puya ♪, chandé ♪, chalupa ♪ - spol frem til 1:16, guacherna ♪ - spol frem til 1:18, porro ♪ og fandango ♪.
      Den traditionelle musikstil i de andre caribiske departementer (La Guajira, Magdalena og Cesar) er ' vallenato', der kan spilles i de fire forskellige rytmer: son ♪, paseo ♪, merengue ♪ og puya ♪. 90% af alle vallenato'er spilles i paseo-rytmen.
De Østlige Sletter
      I de østlige sletter eller på spansk: 'los Llanos Orientales', der udgøres af departementerne Arauca, Casanare, Casanare og Vichada, er 'joropo' ♪ den traditionelle musikstil. Denne spilles i forskellige rytmer, heriblandt: galerón ♪, carnaval ♪, zumba que zumba ♪, quirpa ♪, periquera ♪, pajarillo ♪, chipola ♪, gaván ♪, guacharaca ♪ og san rafael ♪.
Amazonas
      I Amazonas-regionen, der udgøres af departementerne Caquetá, Guaviare, Putumayo og Vaupés og Amazonas, findes de traditionelle rytmer: samba ♪, baiões ♪, forró ♪, dobrado ♪, xote ♪, batuque ♪, vals criollo ♪, joropo ♪, pasillo ♪, bambuco ♪,marinera ♪, lambada ♪, carimbó ♪ og huayno ♪.

Organisationen af Amerikanske Stater har udnævnt bambuco ♪, torbellino ♪, cumbia ♪, vallenato ♪, mapalé ♪, currulao ♪, berejú ♪, contradanza ♪ og den amazoniske indianerbefolknings traditionelle rytmer til amerikansk kulturarv. Vallenato er også på UNESCO's globale Liste over Immatriel Kulturarv med Behov for Akut Beskyttelse.
Ifølge den Magdalena-fødte nobelprismodtager Gabriel García Márquez er hans roman 'Hundrede års ensomhed' en 350-siders lang vallenato.
Salsa ♪ er en rytme, der dyrkes meget i Colombia, men oprindeligt kommer fra Cuba. Den kom først til Colombia via byen Barranquilla, men spredte sig derefter gennem landet og kom til Cali, hvor salsa i dag dyrkes i sådan en grad, at byen kendes som 'verdens salsa-hovedstad'.

#### Colombiansk musik på verdensplan og dens nyfortolkning af traditionelle rytmer
I 00'erne var der tre musikere, der for alvor fik Colombia ind på det globale musikmarked: Shakira, Juanes og Carlos Vives. Det blev starten på noget større, eftersom der i dag er omkring 100 colombianske kunstnere, der høres på verdensplan. Kunstnerne skiller sig ud ved at fusionere traditionelle rytmer med udenlandske musikstile såsom pop, rock og funk.
Carlos Vives gjorde traditionelle rytmer populære blandt den yngre generation af colombianere og udenfor landets grænser ved at bruge den Caribiske Kysts traditionelle rytmer, heriblandt vallenato og cumbia, i en fusion med rock og pop. Han bragte traditionelle lyde til den kommercielle radio såsom lyden af det traditionelle gaita-instrument, der aldrig før havde vundet så stort indpas udenfor dets traditionelle sfære. Blandt hans sange er 'Ella Es Mi Fiesta' ♪, 'El Amor de Mi Tierra' ♪ og 'Pa' Mayte'' ♪ - spol frem til 0:52.
Vives udgav i 1995 'La Tierra Del Olvido' ♪ som en hyldest til Colombia. Tyve år senere genindspillede han sangen ♪ med hjælp fra nogle af Colombias mest berømte kunstnere: Coral Group, Andrea Echeverri fra gruppen Aterciopelados, Fonseca, Fanny Lu, "El Cholo" Valderrama, Herencia de Timbiquí og Maluma.
Shakira brugte cumbia-rytmen i sin sang 'Hips Don't Lie' ♪ - spol frem til 2:29 og lavede sammen med Carlos Vives i 2016 en nyfortolkning af vallenato-rytmen i reggaeton-stil med sangen 'La Bicicleta' ♪. Shakira og Carlos Vives har spillet vallenato sammen før, da de i 2008 gav koncert i Leticia ♪.
Juanes, der udenfor den spansktalende verden er mest kendt for sin sang 'La Camisa Negra' ♪, udgav i 2019 sangen 'La Plata' ♪, der fusionerer cumbia og vallenato med pop og reggaeton.
Bomba Estéreo, ChocQuibTown og Herencia de Timbiquí er nogle af de colombianske musikgrupper, der har udmærket sig for at fusionere traditionelle rytmer med udenlandske musikstile. Bomba Estéreo fusionerer cumbia med rap, elektronisk musik, reggae og rock. Et eksempel på dette er deres sange 'Fuego' ♪ og 'Fiesta' ♪. ChocQuibTown bruger traditionelle rytmer som currulao, aguabajo, bambazú og reggae i samspil med hip hop, salsa, pop og funk. 'Pescao Envenenao' ♪, 'Somos los Prietos' ♪ og 'Salsa & Choke' ♪ er sange, der viser ChocQuibTowns varierede brug af rytmer. Herencia de Timbiquí bruger Stillehavskystens traditionelle rytmer under indflydelse af jazz, rock og funk. 'Te Invito' ♪ og 'Vive a Tu Manera' ♪ er to af deres mest kendte sange.

I 2017 komponerede de colombianske producere, Mauricio Rengifo og Andrés Torres, Luis Fonsis store hit 'Despacito'. I sangen bruges musikinstrumentet 'güira' til at lave en cumbia-rytme.
Blandt Colombias reggaeton-sangere er særligt J Balvin blevet kendt udenfor landet med sange som 'Mi Gente' ♪, 'I Like It' ♪, 'Safari' ♪ og 'Say My Name' ♪.

### Kulturarv
Tekst mangler, hjælp os med at skrive teksten

## Turisme
Bidrag fra rejse og turisme til BNP var USD 5.880,3 mia. (2,0% af det samlede BNP) i 2016. Turismen genererede 556.135 job (2,5% af den samlede beskæftigelse) i 2016. Udenlandske turistbesøg blev forudsagt at være steget fra 0,6 mio. I 2007 til 4 millioner i 2017.

## Sport
Colombia bruger mange ressourcer for at fremme sporten blandt borgere, og børn vokser op med sport kultur.
Der er nogle kendte tidligere fodboldspiller som Valderrama, tidligere cykelrytter dom Luis Herrera.

## Politik

### Det politiske system

#### Den udøvende magt
Colombia er en republik, hvor den udøvende magt dominerer statens opbygning. Indtil 2005 blev præsidenten sammen med vicepræsidenten valgt ved flertal for en enkelt fireårs periode, og præsidenten fungerede både som statsoverhoved og regeringsleder. Den 19. oktober 2005 ændrede den colombianske kongres grundloven, hvorefter det nu er tilladt den colombianske præsident at regere i to perioder à fire år. Året efter blev præsident Uribe valgt for sin anden periode.

#### Den lovgivende magt
Colombias parlament, el Congreso, består af Repræsentanternes Hus og Senatet. Medlemmerne (hhv. 166 og 102) vælges for fire år ad gangen.

#### Den dømmende magt
I 1990'erne gennemgik det colombianske retssystem betydningsfulde reformer. Medlemmerne af landets højesteret er udnævnt af præsidenten og kongressen.

## Konflikten

### Fredsprocesser
I de sidste 30 af de mere end 50 år, den væbnede konflikt har stået på, har regeringerne brugt forskellige krigs- og fredsstrategier for at afvæbne illegale grupper. Fredsforhandlingerne med guerillagruppen FARC er den 10. fredsproces. Det er derfor få lande i verden, der har større erfaring i væbnet konflikt end Colombia, men endnu færre har større erfaring med fredsprocesser end Colombia.
Colombia er det eneste land i verden, der i de sidste 30 år har indgået ni fredsprocesser, hvor illegale væbnede grupper er blevet demobiliseret. (Note: 10 fredsprocesser, hvis fredsaftalen med FARC tælles med).

### Konfliktens årsager
Illegale væbnede grupper og andre kriminelle i den colombianske politiske sfære er årsag til problemerne:

#### Institutionel svaghed
Colombia er det land i det amerikanske kontinent, hvor der er størst geografisk forskel på statens tilstedeværelse.
I byområderne er der en koncentration af statslige institutioner og myndigheder, mens landdistrikterne, der geografisk udgør halvdelen af det colombianske territorie og huser én tredjedel af den colombianske befolkning, er præget af en svækket tilstedeværelse af statslige institutioner og myndigheder.
Den svage statslige tilstedeværelse har givet plads til en perverteret arbejdsdeling mellem den colombianske stat og de væbnede, illegale konkurrenter. I territorier, hvor staten ikke har kunnet tilvejebringe sikkerhed og retshåndhævelse, har illegale væbnede grupper trådt til og håndhævet sikkerhed og retsforfølgelse.

#### Narkotikahandel
Ifølge FN's Agentur for narkotikabekæmpelse og kriminalitetsforebyggelse, UNODC, blev der i 2016 produceret 866 tons illegal kokain i Colombia.
Eksport af kokain er en betydningsfuld indtægtskilde for de illegale væbnede grupper. Der er dog ingen direkte, lineær sammenhæng mellem mængden af kokaafgrøder i en region og mængden af vold, der begås i regionen. I stedet observeres en eskalation af voldelige hændelser i de områder, hvor forskellige illegale væbnede grupper konkurrerer for at få kontrol over et territorium. I flere tilfælde er der tale om territorier, der giver adgang til eksportruter og derfor er strategisk vigtige for narkotikahandlen.

## Eksterne Henvisninger
- Wikimedia Commons har flere filer relateret til Colombia
- Salmonsens Konversationsleksikon, 2. udgave, bind V, s. 133-135; opslag: Colombia
- W. Hanssen: "Republiken Colombia. I. Magdalenafloden" (Geografisk Tidsskrift, Bind 19; 1907)
- W. Hanssen: "Republiken Colombia. II. Magdalenafloden" (Geografisk Tidsskrift, Bind 19; 1907)
- W. Hanssen: "Republiken Colombia. III. Rio Lebrija" (Geografisk Tidsskrift, Bind 20; 1909)
- The World Factbook om Colombia
- Google Maps satellitkort over Colombia
- Nyheder, billeder og information om Colombia
- Kort over Colombia
- Tourist information om Colombia (Engelsk)
- Information om Colombia (Tysk)